# Sveučilišna klinika Vuk Vrhovac
Sveučilišna klinika Vuk Vrhovac neprofitna je zdravstvena ustanova u Zagrebu koja integrira skrb o šećernoj bolesti i drugim endokrinim i metaboličkim bolestima. Klinika je hrvatski državni referentni centar za šećernu bolest, referentni centar za dijabetes u trudnoći i suradna ustanova Svjetske zdravstvene organizacije.
Sadašnji institut osnovan je 1927. godine kao prva specijalizirana ustanova za zaštitu zdravlja dijabetičkih bolesnika u Europi. Postupno se rad širi s područja dijabetesa i na susjedna područja endokrinologije i bolesti metabolizma. Od najvećeg značenja bio je dovršetak izgradnje nove (sadašnje) zgrade 1987. godine u Dugom Dolu 4A u Zagrebu, sredstvima Zaklade dijabetičkih bolesnika.

## Povijest
- 1927. Početak rada prve specijalizirane ustanove za bavljenje šećernom bolešću[3]
- 1935. Započela je proizvodnja inzulina u sklopu Škole narodnog zdravlja i Centralnog higijenskog zavoda (organizator Vuk Vrhovac)
- 1940. Osnovano je prvo Savjetovalište za dijabetes u gradu Zagrebu i ovom dijelu Europe koje se kasnije razvija u Centar za dijabetes
- 1947. Centar za dijabetes sjedinjuje tadašnje Savjetovalište za dijabetes i Odjel za endokrinologiju Kliničke bolnice na Rebru
- 1951. Centar za dijabetes se priključuje Klinici za unutarnje bolesti pri Kliničkoj bolnici "Merkur" (tada "O. Novosel")
- Od 1955. do 1965. godine Centar za dijabetes djeluje u prostorijama Traumatološke bolnice u Draškovićevoj
- 1970. Centar se odvaja od Klinike i mijenja ime u Zavod za dijabetes "Vuk Vrhovac"
- 1970. Zavod počinje voditi republički registar za oboljele od šećerne bolesti
- 1971. Zavod dobiva status znanstvene ustanove te biva upisan u Registar znanstvenih ustanova Republike Hrvatske
- Od 1972. godine zajedno s Udrugom za dijabetes, zavod izdaje znanstveno-medicinski časopis "Diabetologia Croatica"
- Od 1974. do 1977. godine traje izgradnja prve zgrade Zavoda u koju se smiješta glavnina Zavoda.
- 1978. Organiziran je 14. EASD kongres u Zagrebu (Europska udruga za studij dijabetesa)
- 1980. Zavod postaje suradna ustanova Svjetske zdravstvene organizacije za razvoj odgovarajuće tehnologije kontrole šećerne bolesti
- 1982. Započinje raditi centar za ispitivanje i liječenje neplodnosti u muškarca (prvi u državi)
- 1985. Godine polaže se temeljac druge zgrade Zavoda
- 1987. Otvorena je sadašnja zgrada Zavoda
- 1988. Zavod je suosnivač deklaracije St. Vincent u Italiji o šećernoj bolesti
- 1991. "Hrvatski model" zaštite bolesnika od šećerne bolesti službeno je prihvatila Svjetska zdravstvena organizacija kao jedinstven model u Europi
- 1993. Klinika postaje Suradnom ustanovom za CINDI  Arhivirana inačica izvorne stranice od 16. lipnja 2023. (Wayback Machine) (Countrywide Integrated Noncommunicable Diseases Intervention Programme) u Hrvatskoj
- 1993. Klinika je član Europske skupine stručnjaka za usaglašeno mišljenje dijagnostike i liječenja inzulin-ovisne šećerne bolesti (IDDM)
- 1997. Klinika postaje Lions centar za unapređenje kvalitete života osoba sa šećernom bolešću
- 2004. Klinika dobiva certifikat kvalitete ISO 9001:2000
- 2010. Uz razlog financijske uštede, Klinika se pripaja KB Merkur[4]

## Aktivnost
U okviru svoje djelatnosti Sveučilišna klinika Vuk Vrhovac nudi cjelokupnu medicinsku skrb osobama sa šećernom bolesti, endokrinološkim i metaboličkim bolestima. Osnovna djelatnost klinike je liječenje šećerne bolesti. U sklopu klinike obavlja se i cjelokupna dijagnostika i liječenje kroničnih komplikacija šećerne bolesti uključujući krvožilne, oftalmološke i neurološke komplikacije, a obavljaju je specijalisti kardiolozi, neurolozi i oftalmolozi educirani za rad s osobama oboljelim od šećerne bolesti. U sklopu endokrinološke ambulante obavlja se i UZV te citološka punkcija štitne žlijezde.
Kliniku čine Zavod za šećernu bolest, Poliklinika, Dnevna bolnica i Poliklinika za kronične komplikacije.

## Razvoj i međunarodna prepoznatljivost od 1960. godine
Glavni strateg razvoja dijabetologije u Jugoslaviji i Hrvatskoj dr. Zdenko Škrabalo preuzima vođenje Instituta 1960. godine. Pod njegovim vodstvom klinika se proširuje: 
- Godine 1979. Institut Vuk Vrhovac postaje Centar za distribuciju informacija o dijabetesu za zemlje u razvoju i počinje izdavati "Bulletin: Delivery of Health Care for Diabetics in Developing Countries". Časopis se tiska u 1500 primjeraka i distribuira u stotinjak zemalja. Iste je godine u Dubrovniku održan prvi simpozij o zdravstvenoj zaštiti dijabetičkih bolesnika u zemljama u razvoju. Zavod sudjeluje i u organizaciji druga dva održana simpozija, 1982. u Opatiji i 1985. u Córdobi.[6]
- Godine 1980., pod pokroviteljstvom WHO-a i u suradnji s Maltom i Belgijom, započinje Nacionalni program za šećernu bolest na Malti, u kojem Zavod ima ključnu ulogu. Iste godine Zavod inicira stvaranje mreže edukacijskih centara u Europi. U okviru Međunarodne dijabetičke federacije (IDF) stvoreno je 12 takvih centara koji mladim stručnjacima iz zemalja u razvoju pruža mogućnost usavršavanja. Zavod također organizira poslijediplomske studije iz dijabetologije na engleskom jeziku.
- Godine 1981. Zavod postaje suradna organizacija WHO-a za razvoj odgovarajuće tehnologije za kontrolu šećerne bolesti.
- Stručnjaci zavoda borave u inozemstvu kao savjetnici WHO-a za razvijanje dijabetološke skrbi i sudjeluju u poslijediplomskoj edukaciji u zemljama poput Bangladeša, Brazila, Cipra, Egipta, Indije, Kine, Libije, Sirije, Venezuele.[6]
- Godine 1983., u suradnji sa WHO-om i IDF-om, Zavod organizira prvi seminar o laboratorijskoj tehnologiji za dijabetes. Laboratorijske metode prilagođene su klimatskim, socijalnim i materijalnim prilikama u pojedinim zemljama. Zavod koordinira i projekt "Antidijabetički lijekovi biljnog porijekla", na kojem surađuje s ustanovama u Pakistanu, Indiji, Bangladešu i Peruu.
- Od 1984. pod pokroviteljstvom WHO-a redovito se održavaju tzv. Brijunski kolokviji za razvoj resursa i rukovođenja u zdravstvu. "Vuk Vrhovac" aktivno sudjeluje u tim kolokvijima i priprema projekt "Razvoj rukovođenja na području zaštite od šećerne bolesti kao model za zaštitu od kroničnih bolesti".
- Od 1972. godine redovito izlazi dvojezični stručni časopis "Diabetologia Croatica", u nakladi od 750 primjeraka, čiji je pokretač i urednik prof. Škrabalo. Časopis objavljuje stručne radove autora, recenzije novih stručnih izdanja i informacije o svjetskim događanjima u vezi razvoja dijabetologije.
- Godine 1988. Zavod je suosnivač St. Vincent Europske deklaracije o šećernoj bolesti. Deklaracija je predstavila popis ciljeva za zdravstvenu zaštitu osoba s dijabetesom i bila je objavljena kao rezultat međunarodne konferencije održane u St. Vincentu u Italiji.
- Godine 1990. posebno izdanje Bulletina u cjelini je posvećeno unapređivanju liječenja dijabetesa među palestinskim izbjeglicama. Nositelj programa bio je UNRWA, a projekt je razvijen u suradnji sa Zavodom Vuk Vrhovac. Radni materijali objavljeni u Bulletinu poslužili su kao ‘čitanka’ na simpoziju o dijabetesu koji je pod pokroviteljstvom WHO-a, održan u listopadu 1990. godine u Zagrebu. Istraživanja i snimanje stanja obavljeni su u Jordanu, Siriji, Libanonu, Gazi i na području Zapadne obale. Akademik Škrabalo i djelatinici Zavoda objavljuju izvještaj o svoje tri posjete navedenim područjima i razvijaju strategije i primjenu UNRWA programa.

## Hrvatski model zdravstvene zaštite osoba sa šećernom bolešću
Model pod tim nazivom razvija se od 1960-ih godina, a službeno ime kao projekt pri Ministarstvu znanosti (2007. – 2011.), pod vodstvom dr. Željka Metelka, ravnatelja zavoda od 1992. do 2010.
- Model se sastoji od izgradnje trodimenzionalne mreže ustanova za zdravstvenu zaštitu bolesnika od šećerne bolesti
- Više slojeva omogućuje regionalno i ambulantno-kliničko povezivanje pacijenata i zdravstvenih ustanova, trajno usavršavanje i komunikacija među stručnjacima, kao i obrazovanje populacije.
- Pretpostavka i cilj programa je da se ranom dijagnostikom, zdravstvenom brigom i samopomoći, spriječe komplikacije koje, usred neliječenja bolesti dovode kod ‘zapuštenih’ pacijenata do teških i invalidnih stanja.

- Funkcijski povezana mreža zdravstvenih ustanova koja obuhvaća Kliniku Vuk Vrhovac kao nacionalni referentni centar za šećernu bolest, 4 područna centra u Zagrebu, Osijeku, Splitu i Rijeci, 23 županijska centra za dijabetes, 15 savjetovališta za dijabetes, te liječnike i ambulante obiteljske medicine. Mreža omogućava stalan protok informacija, putem CroDiabNET-a i CroDiabWEB-a, registara za šećernu bolest Republike Hrvatske.

Godine 1991., „Hrvatski model” službeno je priznala Svjetska zdravstvena organizacija kao jedinstveni model u Europi. Model se primjenjuje i u Southamptonu u Engleskoj, i u Bangladešu.
Obnavljat će se, eventualno, kroz Europsku komisiju za međunarodnu suradnju i razvoj.
"Sveučilišna klinika Vuk Vrhovac je primjer duge povijesti razvoja i rasta lokalnog zdravstva, te inovativnosti i entuzijazma koji i male zemlje poput Hrvatske mogu smjestiti na svjetsku scenu i doprinijeti napretku društveno orijentiranog zdravstva"

## Poznati djelatnici klinike
- Zdenko Škrabalo
- Mate Granić
- Mladen Vranić (suradnik)
- Željko Metelko
- Dubravka Šimonović
- Dario Rahelić
- Gojka Roglić (suradnik)

## Suradnja s inozemnim ustanovama
Sveučilišna klinika Vuk Vrhovac surađivala je sa sljedećim inozemnim ustanovama:
- Sveučilište u Torontu (Prof. Mladen Vranić, Dr. Frane Coce; Advances in Exp. Biology, 1979.)
- Joslin Clinic, Harvard Medical School, Mass. SAD (Dr. Leo Krall; Prof.dr. Zdenko Škrabalo; World Book on Diabetes in Practice, 1982.)
- Sveučilište u Hamburgu, Njemačka (Prof. Dr. Heinz Frahm; Prof. dr. Zdenko Škrabalo, Diabet. Croat. 1989.)
- Sveučilište u Stockholmu (Prof. Suad Efendić, prof. dr. Željko Metelko; Diabetol. Croat, 1989.)
- Sveučilište u Atlanti, Georgia, SAD (Dr. Steven Leichter; Prof. Mate Granić; Diabetol. Croat, 1990.)
- Sveučilište u Virginiji, Norfolk, Virginia, SAD (Prof. Aaron Vinik; Dr. Ivana Pavlić-Renar; Endocrinology, 1992.)
- Sveučilište u Oxfordu (Dr. Aschroft; Prof. Boris Ročić; Journal of Clinical Chemistry and Clinical Biochemistry, 1997.)
- International Diabetes Center, Sveučilište u Minnesoti, Minneapolis, Minnesota, SAD (Prof. Roger Mazze; Prof. dr. Željko Metelko; Staged Diabetes Management, 1992)
- Svjetska zdravstvena organizacija (Dr. Hillary King; Prof. dr. Željko Metelko; WHO Report)
- International Diabetes Federation (Prof. Massimo; Massi Benedetti; Prof. dr. Željko Metelko; IDF Bulletin)

## Međunarodni projekti
- First National Survey on Diabetes in Malta (WHO Document, 1983.)[9]
- Organization of Diabetes Health Care in UNRWA – Manual (WHO Document, 1992.)[9]
- Projekt izrade Europskog IDDM konsezusa (prof. dr. Željko Metelko, 1993. god., Diabetic Medicine, 1993.)
- Comparison of the prevalence of late complications and associated risk factors in persons with insulin dependent diabetes mellitus in Zagreb (Croatia) and Pittsburg (USA) (Diabetes, 1995.)
- EUCLID Study Group (The Lancet, 1998.).

- EuroDiab IDDM Complication Study Group (Diabetic Medicine, 1999.)
- International Postgraduate course in Diabetology – School of Medicine, University of Zagreb (11 generations, 146 students)[7]

## Nastavna djelatnost[10]
- Preddiplomska nastava za studente medicine iz predmeta "Interna propedeutika" i "Interna Medicina"

- Poslijediplomska nastava iz područja endokrinologije, dijabetesa i metaboličkih bolesti
- Međunarodni poslijediplomski studij na engleskom jeziku "Diabetology" (dvogodišnji program) – (Zagreb Diabetology School)[11]
- Trajna medicinska usavršavanja za interniste, farmaceute, medicinske sestre i liječnike opće medicine
- Stručni sastanci u Sveučilišnoj Klinici Vuk Vrhovac (Dani Dijabetologa, Primarna. i 2. razina zdravstvene zaštite oboljelih od šećerne bolesti, Uloga Farmaceuta)
- Nastavne aktivnosti za oboljele:
  - liječenje debljine bihevioralnom metodom[12]
  - dnevna bolnica[13]

## Projekti pri Ministarstvu znanosti i obrazovanja[14]
- 045001 – CITOTOKSIČNI MEHANIZMI U ETIOLOGIJI DIJABETESA (Glavni istraživač: dr. Boris Ročić)
- 045002 – HUMAMA REPRODUKCIJA - BIOLOŠKI MEHANIZMI MUŠKE NEPLODNOSTI (Glavni istraživač: dr. Mirjana Gavella)
- 045003 – GLIKOLIZACIJE PROTEINA I PATOGENEZA KOMPLIKACIJA DIJABETESA (Glavni istraživač: dr. Mate Granić)
- 045004 – RAZVOJ WHOQOL UPITNIKA ZA ISPITIVANJE KVALITETE ŽIVLJENJA (Glavni istraživač: dr. Željko Metelko)
- 045005 – DIJAGNOSTIKA I LIJEČENJE AUTOIMUNOG PREDDIJABETESA (Glavni istraživač: dr. Velimir Profozić)
- 045006 – IMUNOINTGERVENCIJA U PROKSIMALNOJ DIJABETIČKOJ NEUROPATIJI (Glavni istraživač: dr. Nikica Car)

## Spajanje klinike 2010. godine
Povodom reforme zdravstva 2010. godine, Ministarstvo zdravstva spaja nekoliko zagrebačkih bolnica, uključujući Sveučilišnu kliniku Vuk Vrhovac, radi financijske i operacijske uštede.
Udruga pacijenata, liječnici i struka protive se spajanju istaknuvši da se skrb dijabetičara narušava, uključujuči stručni i edukacijski rad, te provođenje Nacionalnog programa osoba sa šečernom bolešću.
Također, ističe se ukidanje međunarodnog “brenda” i projekata te ustanove, između ostalog Svjetske dijabetološke škole kao dijela Hrvatskog modela zdravstvene zaštite osoba sa šećernom bolešću.

## Vanjske poveznice
- Stranice Sveučilišne klinike Vuk Vrhovac